# Patnitala
Patnitala è un sottodistretto (upazila) del Bangladesh situato nel distretto di Naogaon, divisione di Rajshahi. Si estende su una superficie di 382,39 km² e conta una popolazione di 231.900  abitanti (censimento 2011).